# Dries Mertens
Dries Mertens (Lovanio, 6 maggio 1987) è un ex calciatore belga, di ruolo attaccante.
Ha militato in varie squadre belghe prima di trasferirsi, nel 2006, nei Paesi Bassi, dove si è messo in luce con la maglia dell'AGOVV. Dal 2009 si è affermato prima con l'Utrecht, nelle cui file ha militato per due anni, e poi nel PSV, di cui ha vestito la maglia per un altro biennio, vincendo una Coppa dei Paesi Bassi (2011-2012) e una Supercoppa dei Paesi Bassi (2012). Ha legato il resto della sua carriera principalmente al Napoli, club nel quale si è trasferito nel 2013 e dove ha giocato per nove stagioni, vincendo due Coppe Italia (2013-2014 e 2019-2020) e una Supercoppa italiana (2014). È il primatista assoluto di reti della squadra partenopea in tutte le competizioni ufficiali, in Serie A e nelle competizioni europee. Dal 2022 al 2025 ha infine militato nel Galatasaray, con cui ha vinto tre campionati turchi (2022-2023, 2023-2024, 2024-2025), una Supercoppa di Turchia (2023) e una Coppa di Turchia (2024-2025). 
A livello individuale è stato inserito nella Squadra dell'anno AIC del campionato di Serie A 2016-2017 ed è stato eletto calciatore dell'anno della nazionale belga nel 2016. È stato inoltre incluso nella lista dei 30 candidati al Pallone d'oro nel 2017. Infine, è il giocatore con più presenze nella storia della UEFA Europa League (73).
Con il Belgio ha partecipato a tre campionati del mondo (Brasile 2014, Russia 2018 e Qatar 2022) e due campionati d'Europa (Francia 2016 e Europa 2020), ottenendo il terzo posto a Russia 2018.

## Biografia
Il padre Herman vinse cinque titoli di campione del Belgio nella ginnastica a corpo libero, mentre la madre, nata Marijke Van Kampen, è docente universitaria di pedagogia; il fratello Jeroen lavora come autore e conduttore per una rete televisiva belga.
Mertens ha sposato Katrin Kerkhofs nel 2015. Insieme hanno un figlio di nome Ciro Romeo (2022). Ha il soprannome di Ciro lui stesso, datogli dai tifosi del Napoli per la lunga militanza nella squadra partenopea e per la sua grande integrazione con gli usi ed i costumi della città.
Il 6 giugno 2025 gli è stata conferita la cittadinanza onoraria di Napoli dal sindaco Gaetano Manfredi.

## Caratteristiche tecniche
Giocatore duttile e abile nel dribbling e nella progressione palla al piede, nacque ala sinistra, ma venne utilizzato anche come trequartista da Dick Advocaat; dotato di buona tecnica, buon realizzatore e assist-man, preferiva partire da sinistra per poi accentrarsi e andare verso la porta. Sotto gli ordini del tecnico Maurizio Sarri, nel 2016-2017, complici anche la cessione di Gonzalo Higuaín e l'infortunio del compagno di squadra Arkadiusz Milik, Mertens iniziò a giocare da prima punta, con ottimi risultati in termini realizzativi.

## Carriera

### Club

#### Inizi
Cresciuto prima nell'Anderlecht e poi nel Gent, nel 2005 viene mandato in prestito all'Eendracht Aalst, nella terza divisione belga. Con 14 presenze e 4 gol, viene eletto miglior giocatore della Derde klasse. Nel 2006-2007 è in prestito agli olandesi dell'AGOVV, da cui viene riscattato al termine della stagione. Resta all'AGOVV per altre due stagioni, collezionando complessivamente 108 presenze e 30 gol nella seconda serie olandese.

#### Utrecht

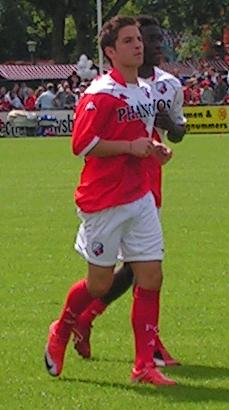
Mertens in allenamento con l'Utrecht nel 2009

Nell'estate del 2009 passa all'Utrecht, nella massima serie olandese. Al primo anno segna 6 gol in 34 presenze, più un'altra rete su 4 presenze nei successivi play-off per l'accesso all'Europa League 2010-2011. A fine stagione riceve il trofeo David Di Tommaso, che viene consegnato al miglior giocatore dell'Utrecht. Nella stessa stagione si piazza al secondo posto, dietro a Luis Suárez, nella graduatoria per il calciatore dell'anno del campionato olandese.
Il 15 maggio 2011 realizza una tripletta nella vittoria per 5-1 contro l'AZ Alkmaar, valida per l'ultima giornata di Eredivisie. Conclude la sua seconda stagione con l'Utrecht collezionando 10 gol e 17 assist in 31 partite di campionato, oltre a realizzare tre reti in Europa League e una in KNVB Beker.

#### PSV
Il 29 giugno 2011 si trasferisce al PSV insieme al compagno di squadra Kevin Strootman per una somma complessiva di 13 milioni di euro. Debutta il 7 agosto nella sfida persa per 3-1 contro l'AZ Alkmaar, segnando l'unico gol del PSV al 47' del primo tempo. Il 28 agosto segna una tripletta nel 6-1 contro l'Excelsior. Il 15 settembre debutta in Europa League segnando il gol-vittoria contro il Legia Varsavia. Segna poi una quaterna nel 7-1 rifilato al Roda JC il 24 settembre. L'8 aprile segna il secondo dei tre gol che consentono al PSV di vincere la Coppa d'Olanda per 3-0 contro l'Heracles Almelo. Conclude la stagione con 21 gol in campionato e 27 complessivi in tutte le competizioni.

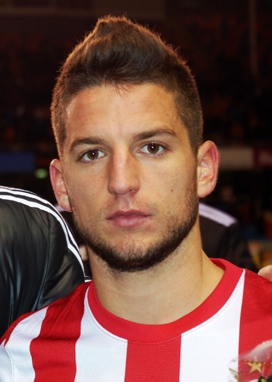
Mertens al PSV nel 2012

Nella stagione seguente realizza altri 16 gol in Eredivisie, tra cui una tripletta messa a segno il 30 settembre 2012, nello 0-6 esterno ai danni del VVV-Venlo. Segna inoltre una rete in KNVB Beker e un'altra in Europa League.

#### Napoli
Il 24 giugno 2013 viene acquistato a titolo definitivo dalla società italiana del Napoli per circa 9 milioni e mezzo di euro. Esordisce in maglia azzurra e in Serie A alla prima gara utile, il 25 agosto seguente contro il Bologna (3-0 per i partenopei), subentrando a Marek Hamšík al 71'. Il 30 ottobre successivo, in occasione di Fiorentina-Napoli, segna il suo primo gol in Serie A, siglando la rete del definitivo 2-1 per i partenopei. Realizza la prima doppietta in maglia azzurra il 6 gennaio 2014, nella vittoria casalinga per 2-0 contro la Sampdoria. Il 3 maggio vince il primo trofeo con il Napoli, la Coppa Italia, siglando la rete del definitivo 3-1 nella vittoriosa finale contro la Fiorentina allo Stadio Olimpico di Roma. Chiude la stagione con 11 gol in campionato (in 33 presenze), più altri due in Coppa Italia.
Il 18 settembre 2014, nell'incontro valido per la fase a gironi dell'Europa League, realizza una doppietta contro lo Sparta Praga (3-1), trovando quindi le prime reti con la maglia azzurra nelle competizioni UEFA per club. Il successivo 22 dicembre disputa da subentrato la finale di Supercoppa italiana contro la Juventus, vinta dai partenopei ai tiri di rigore (nell'occasione Mertens sbaglia il proprio tentativo dal dischetto). In campionato realizza 6 gol, in Europa League invece ne segna 4. Conclude dunque la stagione con 10 reti totali in 51 match, risultando essere tra i giocatori più impegnati dal tecnico Rafael Benítez e andando in doppia cifra per il secondo anno consecutivo.
Il 17 settembre 2015 realizza i suoi primi gol stagionali: una doppietta ai danni del Club Bruges nella prima partita della fase a gironi di Europa League, conclusasi 5-0 per il Napoli. Il successivo 10 dicembre segna altre due reti nel match di ritorno di Europa League vinto 5-2 contro il Legia Varsavia, permettendo alla squadra partenopea di chiudere la fase a gironi a punteggio pieno. Il 19 aprile 2016 segna la sua prima tripletta in Serie A nella vittoria casalinga per 6-0 contro il Bologna, squadra contro la quale aveva esordito quasi tre anni prima con la maglia azzurra in campionato.

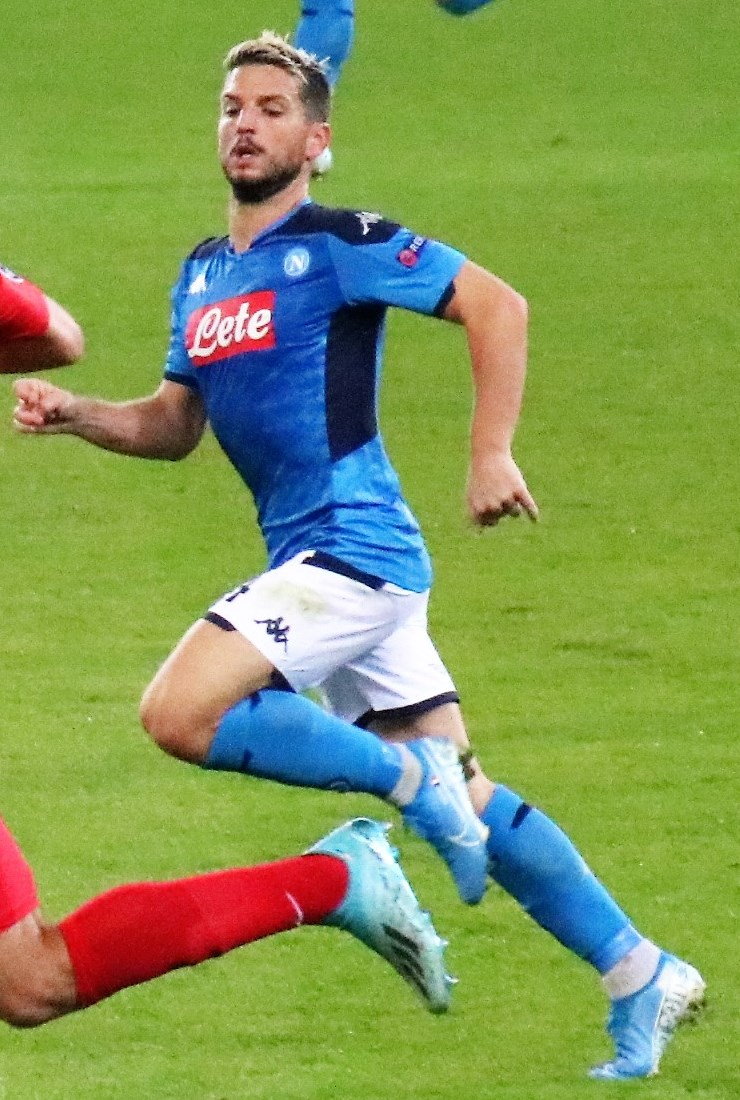
Mertens al Napoli nel 2019, nella trasferta di Champions League contro il

Nella stagione 2016-2017 il calciatore belga riesce a riproporre fin da subito le ottime prestazioni dell'anno precedente. Il 21 agosto seguente, alla prima giornata di campionato, sigla una doppietta contro il Pescara (2-2), mentre il 28 settembre realizza altri due gol nel match di Champions League contro il Benfica (4-2 a favore degli azzurri). La svolta, però, arriva quando l'allenatore Maurizio Sarri lo preferisce a Manolo Gabbiadini per sostituire l'infortunato Arkadiusz Milik: nonostante fino a quel momento fosse stato utilizzato soltanto come ala sinistra, da "falso nove" diventa un pilastro inamovibile della squadra. L'11 dicembre arriva la tripletta nel match di campionato contro il Cagliari (0-5). Il 18 dicembre mette a segno un poker ai danni del Torino, nel match terminato poi 5-3. Il 4 febbraio 2017 mette a segno un'altra tripletta nella goleada esterna sul Bologna per 1-7. Segna poi il gol del momentaneo 1-0 nel ritorno degli ottavi di finale di Champions League contro il Real Madrid al San Paolo (gara terminata con il risultato di 1-3 a favore dei Blancos). Totalizza 28 reti (di cui 2 su calcio di rigore) in 35 presenze in campionato, piazzandosi al secondo posto della classifica marcatori della Serie A, a un solo gol dal romanista Edin Džeko. Complessivamente realizza 34 gol in 46 presenze stagionali in tutte le competizioni.
Il 16 agosto seguente inizia la sua nuova stagione al Napoli aprendo le marcature nel match contro il Nizza (2-0), giocato allo Stadio San Paolo e valido per la partita di andata dei preliminari di Champions League 2017-2018. Il successivo 9 ottobre viene inserito per la prima volta in carriera tra i 30 candidati al Pallone d'oro. Chiude l'annata con 38 presenze e 18 gol in campionato, per un totale di 49 presenze e 22 gol in tutte le competizioni.
Il 2 novembre 2018, in occasione della partita di Serie A Napoli-Empoli (5-1), realizza una tripletta che gli consente di superare Careca e José Altafini nella classifica marcatori di tutti i tempi del Napoli, con 98 gol. Contestualmente diventa il giocatore belga più prolifico in Serie A con 73 reti, superando Luís Oliveira, fermo a quota 72. Il 28 novembre, grazie alla doppietta segnata nella partita di Champions League vinta per 3-1 in casa contro la Stella Rossa, raggiunge quota 100 reti con i partenopei, diventandone inoltre il miglior marcatore di sempre nelle competizioni europee (20) e raggiungendo le 200 reti complessive in carriera. Il 28 aprile 2019 eguaglia Diego Armando Maradona per numero di gol segnati in Serie A, andando in rete nella sfida esterna vinta per 2-0 contro il Frosinone.
Il 23 ottobre seguente, nella partita di Champions League vinta per 3-2 sul campo del Salisburgo, segna una doppietta, superando così Maradona con 115 gol e diventando il secondo miglior marcatore di tutti i tempi del Napoli dopo Marek Hamšík. Il 25 febbraio 2020 eguaglia il record di reti di Hamšík (121) nell'andata degli ottavi di finale di Champions League in casa contro il Barcellona (1-1), per poi superarlo il 13 giugno seguente — al ritorno dopo lo stop a causa della pandemia di COVID-19 — siglando la rete dell'1-1 nella semifinale di ritorno di Coppa Italia contro l'Inter. Quest'ultimo gol permette agli azzurri di qualificarsi alla finale del 17 giugno, vinta poi ai rigori contro la Juventus e nella quale Mertens scende in campo dal primo minuto.
Il 21 marzo 2021, con la doppietta realizzata in casa della Roma (0-2), raggiunge le 100 marcature in Serie A con i partenopei, eguagliando ancora una volta Hamšík. Il 22 aprile seguente, andando in gol contro la Lazio nella gara casalinga vinta per 5-2, eguaglia il record di 102 reti in Serie A detenuto da Antonio Vojak. Tale record viene infranto il successivo 21 novembre, quando, in occasione della sconfitta esterna per 3-2 inflitta dall'Inter, il belga sigla il secondo gol partenopeo.
Il 23 luglio 2022, alla scadenza naturale del contratto, termina la sua esperienza in maglia azzurra, dopo 9 stagioni, 397 presenze e 148 gol complessivi.

#### Galatasaray
Il 6 agosto 2022 viene ingaggiato a parametro zero dal Galatasaray. Fa il suo debutto con la nuova maglia il 13 agosto seguente, subentrando a Yunus Akgün nell'ultimo quarto d'ora del match contro il Giresunspor, perso dai giallorossi per 0-1. Il 23 ottobre realizza la sua prima rete con il club turco, in occasione della partita casalinga contro l'Alanyaspor, valida per l'11ª giornata di Süper Lig e terminata 2-2. Conclude la sua prima stagione al Galatasaray con la vittoria del campionato turco, contribuendo al successo dei giallorossi con 6 gol e 3 assist in 30 presenze.
Nella sua seconda annata in Turchia conquista sia la Supercoppa che nuovamente il campionato, migliorando il proprio score con 12 reti in tutte le competizioni. Nel luglio del 2024 rinnova il proprio contratto con il Galatasaray fino al 30 giugno 2025.
Nella sua ultima stagione in maglia giallorossa vince per la terza volta consecutiva la Süper Lig, oltre a conquistare la Coppa di Turchia. Conclude l'annata con 6 gol e 21 assist in 52 presenze complessive. Al termine del campionato annuncia l'addio al Galatasaray, alla scadenza naturale del contratto. Il 23 giugno 2025, con un video pubblicato sui suoi canali social, comunica ufficialmente la sua partecipazione alla partita di addio al calcio organizzata dall'ex compagno Marek Hamšík per il 5 luglio seguente, annunciando contestualmente che si tratterà della sua ultima gara prima del ritiro dal calcio giocato.

### Nazionale

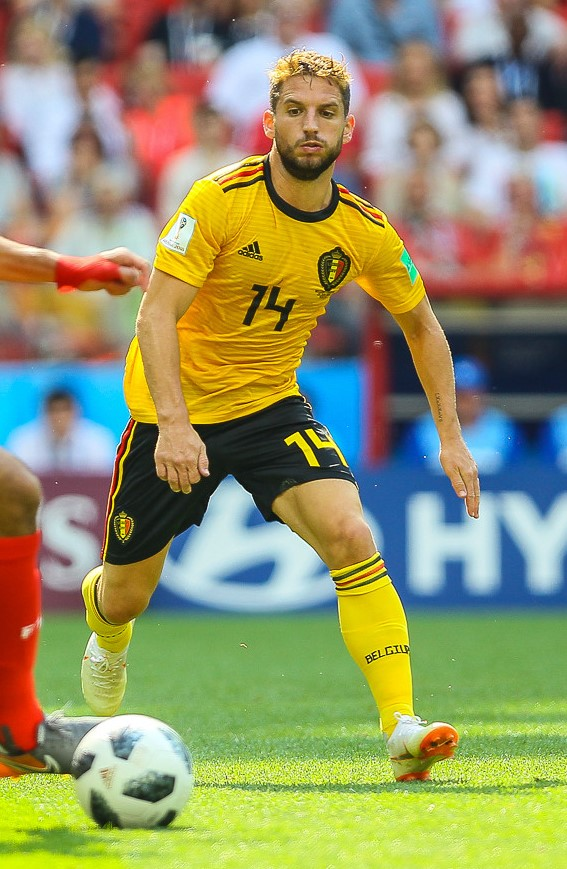
Mertens con la maglia della nazionale belga al, nella sfida contro la

Fa il suo esordio in nazionale maggiore il 9 febbraio 2011, nell'amichevole contro la Finlandia, terminata col risultato di 1-1.
Il 13 maggio 2014 viene incluso nella lista dei convocati per il Mondiale in Brasile. Nella gara d'esordio contro l'Algeria, il 17 giugno seguente, subentra all'inizio del secondo tempo e realizza la rete del definitivo 2-1 per il Belgio. Il cammino dei Diavoli Rossi si interrompe, infine, ai quarti di finale, con la sconfitta per 1-0 contro l'Argentina.
Viene convocato per l'Europeo 2016 in Francia. Nel corso della competizione parte dalla panchina in tutte le cinque gare disputate dal Belgio, fatta eccezione per il match contro l'Ungheria, valido per gli ottavi di finale, di cui Mertens gioca i primi 70 minuti. Conclude l'esperienza con zero reti segnate, e con la nazionale belga che esce dal torneo ai quarti di finale contro il Galles. Sempre nel 2016 viene nominato calciatore dell'anno della nazionale belga, vincendo così la concorrenza di Hazard e compagni.
Convocato per il Mondiale del 2018 in Russia, segna la prima rete del Belgio nella competizione con un destro al volo contro Panama, nella partita vinta per 3-0. Con la sua nazionale gioca da titolare tre partite su sei, subentrando nelle altre tre, e consegue il terzo posto, miglior risultato di sempre del Belgio ai Mondiali.
Successivamente viene convocato per Euro 2020, competizione in cui raggiunge quota 100 presenze in nazionale, scendendo in campo nella vittoria per 2-1 ai gironi contro la Danimarca. Il torneo del Belgio termina poi ai quarti di finale, con l'eliminazione per mano dell'Italia (1-2).
Viene incluso anche nella lista dei convocati per il campionato del mondo 2022 in Qatar, che vede il Belgio fermarsi alla fase a gironi. Nell'occasione Mertens scende in campo nella sconfitta per 0-2 contro il Marocco e nel pareggio per 0-0 contro la Croazia, risultato che decreta l'eliminazione dei Diavoli Rossi.

## Statistiche
Tra club, nazionale maggiore e nazionale giovanile, Mertens ha totalizzato globalmente 946 presenze, segnando 295 reti, alla media di 0.31 gol a partita.

### Presenze e reti nei club
| Stagione               | Squadra                | Campionato             | Campionato | Campionato | Coppe nazionali | Coppe nazionali | Coppe nazionali | Coppe continentali | Coppe continentali | Coppe continentali | Altre coppe | Altre coppe | Altre coppe | Totale | Totale |
| Stagione               | Squadra                | Comp                   | Pres       | Reti       | Comp            | Pres            | Reti            | Comp               | Pres               | Reti               | Comp        | Pres        | Reti        | Pres   | Reti   |
| ---------------------- | ---------------------- | ---------------------- | ---------- | ---------- | --------------- | --------------- | --------------- | ------------------ | ------------------ | ------------------ | ----------- | ----------- | ----------- | ------ | ------ |
| 2005-2006              | Eendracht Aalst        | DK                     | 14         | 4          | -               | -               | -               | -                  | -                  | -                  | -           | -           | -           | 14     | 4      |
| 2006-2007              | AGOVV                  | EE                     | 35         | 2          | CO              | 1               | 0               | -                  | -                  | -                  | -           | -           | -           | 36     | 2      |
| 2007-2008              | AGOVV                  | EE                     | 38         | 15         | -               | -               | -               | -                  | -                  | -                  | -           | -           | -           | 38     | 15     |
| 2008-2009              | AGOVV                  | EE                     | 35         | 13         | CO              | 2               | 1               | -                  | -                  | -                  | -           | -           | -           | 37     | 14     |
| Totale AGOVV Apeldoorn | Totale AGOVV Apeldoorn | Totale AGOVV Apeldoorn | 108        | 30         |                 | 3               | 1               |                    | -                  | -                  |             | -           | -           | 111    | 31     |
| 2009-2010              | Utrecht                | ED                     | 34+4       | 6+1        | CO              | 1               | 0               | -                  | -                  | -                  | -           | -           | -           | 39     | 7      |
| 2010-2011              | Utrecht                | ED                     | 31         | 10         | CO              | 4               | 1               | UEL                | 12                 | 3                  | -           | -           | -           | 47     | 14     |
| Totale FC Utrecht      | Totale FC Utrecht      | Totale FC Utrecht      | 69         | 17         |                 | 5               | 1               |                    | 12                 | 3                  |             | -           | -           | 86     | 21     |
| 2011-2012              | PSV                    | ED                     | 33         | 21         | CO              | 5               | 3               | UEL                | 11                 | 3                  | -           | -           | -           | 49     | 27     |
| 2012-2013              | PSV                    | ED                     | 29         | 16         | CO              | 3               | 1               | UEL                | 6                  | 1                  | SO          | 1           | 0           | 39     | 18     |
| Totale PSV             | Totale PSV             | Totale PSV             | 62         | 37         |                 | 8               | 4               |                    | 17                 | 4                  |             | 1           | 0           | 88     | 45     |
| 2013-2014              | Napoli                 | A                      | 33         | 11         | CI              | 4               | 2               | UCL+UEL            | 6+4                | 0                  | -           | -           | -           | 47     | 13     |
| 2014-2015              | Napoli                 | A                      | 31         | 6          | CI              | 4               | 0               | UCL+UEL            | 2+13               | 0+4                | SI          | 1           | 0           | 51     | 10     |
| 2015-2016              | Napoli                 | A                      | 33         | 5          | CI              | 2               | 1               | UEL                | 5                  | 5                  | -           | -           | -           | 40     | 11     |
| 2016-2017              | Napoli                 | A                      | 35         | 28         | CI              | 3               | 1               | UCL                | 8                  | 5                  | -           | -           | -           | 46     | 34     |
| 2017-2018              | Napoli                 | A                      | 38         | 18         | CI              | 2               | 1               | UCL+UEL            | 8+1                | 3+0                | -           | -           | -           | 49     | 22     |
| 2018-2019              | Napoli                 | A                      | 35         | 16         | CI              | 1               | 0               | UCL+UEL            | 6+5                | 3+0                | -           | -           | -           | 47     | 19     |
| 2019-2020              | Napoli                 | A                      | 31         | 9          | CI              | 3               | 1               | UCL                | 8                  | 6                  | -           | -           | -           | 42     | 16     |
| 2020-2021              | Napoli                 | A                      | 29         | 9          | CI              | 1               | 0               | UEL                | 7                  | 1                  | SI          | 1           | 0           | 38     | 10     |
| 2021-2022              | Napoli                 | A                      | 30         | 11         | CI              | 1               | 1               | UEL                | 6                  | 1                  | -           | -           | -           | 37     | 13     |
| Totale Napoli          | Totale Napoli          | Totale Napoli          | 295        | 113        |                 | 21              | 7               |                    | 79                 | 28                 |             | 2           | 0           | 397    | 148    |
| 2022-2023              | Galatasaray            | SL                     | 30         | 6          | TK              | 3               | 1               | -                  | -                  | -                  | -           | -           | -           | 33     | 7      |
| 2023-2024              | Galatasaray            | SL                     | 36         | 9          | TK              | 1               | 0               | UCL+UEL            | 11+2               | 2+1                | ST          | 1           | 0           | 51     | 12     |
| 2024-2025              | Galatasaray            | SL                     | 34         | 5          | TK              | 5               | 0               | UCL+UEL            | 2+10               | 0+1                | ST          | 1           | 0           | 52     | 6      |
| Totale Galatasaray     | Totale Galatasaray     | Totale Galatasaray     | 100        | 20         |                 | 9               | 1               |                    | 25                 | 4                  |             | 2           | 0           | 136    | 25     |
| Totale carriera        | Totale carriera        | Totale carriera        | 648        | 221        |                 | 46              | 14              |                    | 133                | 39                 |             | 5           | 0           | 833    | 274    |

### Cronologia presenze e reti in nazionale
| Cronologia completa delle presenze e delle reti in nazionale ― Belgio | Cronologia completa delle presenze e delle reti in nazionale ― Belgio | Cronologia completa delle presenze e delle reti in nazionale ― Belgio | Cronologia completa delle presenze e delle reti in nazionale ― Belgio | Cronologia completa delle presenze e delle reti in nazionale ― Belgio | Cronologia completa delle presenze e delle reti in nazionale ― Belgio | Cronologia completa delle presenze e delle reti in nazionale ― Belgio | Cronologia completa delle presenze e delle reti in nazionale ― Belgio |
| Data                                                                  | Città                                                                 | In casa                                                               | Risultato                                                             | Ospiti                                                                | Competizione                                                          | Reti                                                                  | Note                                                                  |
| --------------------------------------------------------------------- | --------------------------------------------------------------------- | --------------------------------------------------------------------- | --------------------------------------------------------------------- | --------------------------------------------------------------------- | --------------------------------------------------------------------- | --------------------------------------------------------------------- | --------------------------------------------------------------------- |
| 9-2-2011                                                              | Gand                                                                  | Belgio                                                                | 1 – 1                                                                 | Finlandia                                                             | Amichevole                                                            | -                                                                     | 59’                                                                   |
| 3-6-2011                                                              | Bruxelles                                                             | Belgio                                                                | 1 – 1                                                                 | Turchia                                                               | Qual. Euro 2012                                                       | -                                                                     | 60’                                                                   |
| 10-8-2011                                                             | Celje                                                                 | Slovenia                                                              | 0 – 0                                                                 | Belgio                                                                | Amichevole                                                            | -                                                                     |                                                                       |
| 2-9-2011                                                              | Baku                                                                  | Azerbaigian                                                           | 1 – 1                                                                 | Belgio                                                                | Qual. Euro 2012                                                       | -                                                                     |                                                                       |
| 6-9-2011                                                              | Bruxelles                                                             | Belgio                                                                | 1 – 0                                                                 | Stati Uniti                                                           | Amichevole                                                            | -                                                                     |                                                                       |
| 7-10-2011                                                             | Bruxelles                                                             | Belgio                                                                | 4 – 1                                                                 | Kazakistan                                                            | Qual. Euro 2012                                                       | -                                                                     |                                                                       |
| 11-10-2011                                                            | Düsseldorf                                                            | Germania                                                              | 3 – 1                                                                 | Belgio                                                                | Qual. Euro 2012                                                       | -                                                                     | 65’                                                                   |
| 11-11-2011                                                            | Liegi                                                                 | Belgio                                                                | 2 – 1                                                                 | Romania                                                               | Amichevole                                                            | -                                                                     | 79’                                                                   |
| 25-5-2012                                                             | Bruxelles                                                             | Belgio                                                                | 2 – 2                                                                 | Montenegro                                                            | Amichevole                                                            | -                                                                     | 72’                                                                   |
| 2-6-2012                                                              | Londra                                                                | Inghilterra                                                           | 1 – 0                                                                 | Belgio                                                                | Amichevole                                                            | -                                                                     | 17’ 72’                                                               |
| 15-8-2012                                                             | Bruxelles                                                             | Belgio                                                                | 4 – 2                                                                 | Paesi Bassi                                                           | Amichevole                                                            | 1                                                                     | 67’                                                                   |
| 7-9-2012                                                              | Cardiff                                                               | Galles                                                                | 0 – 2                                                                 | Belgio                                                                | Qual. Mondiali 2014                                                   | -                                                                     |                                                                       |
| 11-9-2012                                                             | Bruxelles                                                             | Belgio                                                                | 1 – 1                                                                 | Croazia                                                               | Qual. Mondiali 2014                                                   | -                                                                     | 81’                                                                   |
| 12-10-2012                                                            | Belgrado                                                              | Serbia                                                                | 0 – 3                                                                 | Belgio                                                                | Qual. Mondiali 2014                                                   | -                                                                     | 55’                                                                   |
| 16-10-2012                                                            | Bruxelles                                                             | Belgio                                                                | 2 – 0                                                                 | Scozia                                                                | Qual. Mondiali 2014                                                   | -                                                                     | 56’                                                                   |
| 14-11-2012                                                            | Bucarest                                                              | Romania                                                               | 2 – 1                                                                 | Belgio                                                                | Amichevole                                                            | -                                                                     | 61’                                                                   |
| 6-2-2013                                                              | Bruges                                                                | Belgio                                                                | 2 – 1                                                                 | Slovacchia                                                            | Amichevole                                                            | 1                                                                     | 62’ 90+1’                                                             |
| 26-3-2013                                                             | Bruxelles                                                             | Belgio                                                                | 1 – 0                                                                 | Macedonia                                                             | Qual. Mondiali 2014                                                   | -                                                                     | 46’                                                                   |
| 29-5-2013                                                             | Cleveland                                                             | Stati Uniti                                                           | 2 – 4                                                                 | Belgio                                                                | Amichevole                                                            | -                                                                     | 68’                                                                   |
| 14-8-2013                                                             | Bruxelles                                                             | Belgio                                                                | 0 – 0                                                                 | Francia                                                               | Amichevole                                                            | -                                                                     | 74’                                                                   |
| 14-11-2013                                                            | Bruxelles                                                             | Belgio                                                                | 0 – 2                                                                 | Colombia                                                              | Amichevole                                                            | -                                                                     | 66’                                                                   |
| 19-11-2013                                                            | Bruxelles                                                             | Belgio                                                                | 2 – 3                                                                 | Giappone                                                              | Amichevole                                                            | -                                                                     | 62’                                                                   |
| 5-3-2014                                                              | Bruxelles                                                             | Belgio                                                                | 2 – 2                                                                 | Costa d'Avorio                                                        | Amichevole                                                            | -                                                                     |                                                                       |
| 1-6-2014                                                              | Solna                                                                 | Svezia                                                                | 0 – 2                                                                 | Belgio                                                                | Amichevole                                                            | -                                                                     | 68’                                                                   |
| 7-6-2014                                                              | Bruxelles                                                             | Belgio                                                                | 1 – 0                                                                 | Tunisia                                                               | Amichevole                                                            | 1                                                                     | 46’ 90+1’                                                             |
| 17-6-2014                                                             | Belo Horizonte                                                        | Belgio                                                                | 2 – 1                                                                 | Algeria                                                               | Mondiali 2014 - 1º turno                                              | 1                                                                     | 46’                                                                   |
| 22-6-2014                                                             | Rio de Janeiro                                                        | Belgio                                                                | 1 – 0                                                                 | Russia                                                                | Mondiali 2014 - 1º turno                                              | -                                                                     | 75’                                                                   |
| 26-6-2014                                                             | San Paolo                                                             | Corea del Sud                                                         | 0 – 1                                                                 | Belgio                                                                | Mondiali 2014 - 1º turno                                              | -                                                                     | 60’                                                                   |
| 1-7-2014                                                              | Salvador                                                              | Belgio                                                                | 2 – 1 dts                                                             | Stati Uniti                                                           | Mondiali 2014 - Ottavi di finale                                      | -                                                                     | 60’                                                                   |
| 5-7-2014                                                              | Brasilia                                                              | Argentina                                                             | 1 – 0                                                                 | Belgio                                                                | Mondiali 2014 - Quarti di finale                                      | -                                                                     | 60’                                                                   |
| 4-9-2014                                                              | Liegi                                                                 | Belgio                                                                | 2 – 0                                                                 | Australia                                                             | Amichevole                                                            | 1                                                                     | 63’                                                                   |
| 10-10-2014                                                            | Bruxelles                                                             | Belgio                                                                | 6 – 0                                                                 | Andorra                                                               | Qual. Euro 2016                                                       | 2                                                                     |                                                                       |
| 13-10-2014                                                            | Zenica                                                                | Bosnia ed Erzegovina                                                  | 1 – 1                                                                 | Belgio                                                                | Qual. Euro 2016                                                       | -                                                                     | 57’                                                                   |
| 12-11-2014                                                            | Bruxelles                                                             | Belgio                                                                | 3 – 1                                                                 | Islanda                                                               | Amichevole                                                            | -                                                                     | 63’                                                                   |
| 16-11-2014                                                            | Bruxelles                                                             | Belgio                                                                | 0 – 0                                                                 | Galles                                                                | Qual. Euro 2016                                                       | -                                                                     | 73’ 89’                                                               |
| 28-3-2015                                                             | Bruxelles                                                             | Belgio                                                                | 5 – 0                                                                 | Cipro                                                                 | Qual. Euro 2016                                                       | -                                                                     | 69’                                                                   |
| 7-6-2015                                                              | Parigi                                                                | Francia                                                               | 3 – 4                                                                 | Belgio                                                                | Amichevole                                                            | -                                                                     | 59’                                                                   |
| 12-6-2015                                                             | Cardiff                                                               | Galles                                                                | 1 – 0                                                                 | Belgio                                                                | Qual. Euro 2016                                                       | -                                                                     | 46’                                                                   |
| 3-9-2015                                                              | Bruxelles                                                             | Belgio                                                                | 3 – 1                                                                 | Bosnia ed Erzegovina                                                  | Qual. Euro 2016                                                       | -                                                                     | 89’                                                                   |
| 6-9-2015                                                              | Nicosia                                                               | Cipro                                                                 | 0 – 1                                                                 | Belgio                                                                | Qual. Euro 2016                                                       | -                                                                     | 64’                                                                   |
| 10-10-2015                                                            | Andorra la Vella                                                      | Andorra                                                               | 1 – 4                                                                 | Belgio                                                                | Qual. Euro 2016                                                       | -                                                                     | 72’                                                                   |
| 13-10-2015                                                            | Bruxelles                                                             | Belgio                                                                | 3 – 1                                                                 | Israele                                                               | Qual. Euro 2016                                                       | 1                                                                     |                                                                       |
| 29-3-2016                                                             | Leiria                                                                | Portogallo                                                            | 2 – 1                                                                 | Belgio                                                                | Amichevole                                                            | -                                                                     | 67’                                                                   |
| 28-5-2016                                                             | Ginevra                                                               | Svizzera                                                              | 1 – 2                                                                 | Belgio                                                                | Amichevole                                                            | -                                                                     | 67’                                                                   |
| 1-6-2016                                                              | Bruxelles                                                             | Belgio                                                                | 1 – 1                                                                 | Finlandia                                                             | Amichevole                                                            | -                                                                     | 58’                                                                   |
| 5-6-2016                                                              | Bruxelles                                                             | Belgio                                                                | 3 – 2                                                                 | Norvegia                                                              | Amichevole                                                            | -                                                                     | 80’                                                                   |
| 13-6-2016                                                             | Lione                                                                 | Belgio                                                                | 0 – 2                                                                 | Italia                                                                | Euro 2016 - 1º turno                                                  | -                                                                     | 62’                                                                   |
| 18-6-2016                                                             | Bordeaux                                                              | Belgio                                                                | 3 – 0                                                                 | Irlanda                                                               | Euro 2016 - 1º turno                                                  | -                                                                     | 64’                                                                   |
| 22-6-2016                                                             | Nizza                                                                 | Svezia                                                                | 0 – 1                                                                 | Belgio                                                                | Euro 2016 - 1º turno                                                  | -                                                                     | 71’                                                                   |
| 26-6-2016                                                             | Tolosa                                                                | Ungheria                                                              | 0 – 4                                                                 | Belgio                                                                | Euro 2016 - Ottavi di finale                                          | -                                                                     | 70’                                                                   |
| 1-7-2016                                                              | Lilla                                                                 | Galles                                                                | 3 – 1                                                                 | Belgio                                                                | Euro 2016 - Quarti di finale                                          | -                                                                     | 75’                                                                   |
| 7-10-2016                                                             | Bruxelles                                                             | Belgio                                                                | 4 – 0                                                                 | Bosnia ed Erzegovina                                                  | Qual. Mondiali 2018                                                   | -                                                                     |                                                                       |
| 10-10-2016                                                            | Faro                                                                  | Gibilterra                                                            | 0 – 6                                                                 | Belgio                                                                | Qual. Mondiali 2018                                                   | 1                                                                     | 64’                                                                   |
| 9-11-2016                                                             | Amsterdam                                                             | Paesi Bassi                                                           | 1 – 1                                                                 | Belgio                                                                | Amichevole                                                            | -                                                                     | 64’                                                                   |
| 13-11-2016                                                            | Bruxelles                                                             | Belgio                                                                | 8 – 1                                                                 | Estonia                                                               | Qual. Mondiali 2018                                                   | 2                                                                     | 79’                                                                   |
| 25-3-2017                                                             | Bruxelles                                                             | Belgio                                                                | 1 – 1                                                                 | Grecia                                                                | Qual. Mondiali 2018                                                   | -                                                                     | 60’                                                                   |
| 28-3-2017                                                             | Soči                                                                  | Russia                                                                | 3 – 3                                                                 | Belgio                                                                | Amichevole                                                            | -                                                                     | 66’                                                                   |
| 5-6-2017                                                              | Bruxelles                                                             | Belgio                                                                | 2 – 1                                                                 | Rep. Ceca                                                             | Amichevole                                                            | -                                                                     | 46’                                                                   |
| 9-6-2017                                                              | Tallinn                                                               | Estonia                                                               | 0 – 2                                                                 | Belgio                                                                | Qual. Mondiali 2018                                                   | 1                                                                     | 81’                                                                   |
| 31-8-2017                                                             | Liegi                                                                 | Belgio                                                                | 9 – 0                                                                 | Gibilterra                                                            | Qual. Mondiali 2018                                                   | 1                                                                     | 46’                                                                   |
| 3-9-2017                                                              | Il Pireo                                                              | Grecia                                                                | 1 – 2                                                                 | Belgio                                                                | Qual. Mondiali 2018                                                   | -                                                                     |                                                                       |
| 7-10-2017                                                             | Sarajevo                                                              | Bosnia ed Erzegovina                                                  | 3 – 4                                                                 | Belgio                                                                | Qual. Mondiali 2018                                                   | -                                                                     | 46’                                                                   |
| 10-10-2017                                                            | Bruxelles                                                             | Belgio                                                                | 4 – 0                                                                 | Cipro                                                                 | Qual. Mondiali 2018                                                   | -                                                                     | 56’                                                                   |
| 10-11-2017                                                            | Bruxelles                                                             | Belgio                                                                | 3 – 3                                                                 | Messico                                                               | Amichevole                                                            | -                                                                     | 46’                                                                   |
| 14-11-2017                                                            | Bruges                                                                | Belgio                                                                | 1 – 0                                                                 | Giappone                                                              | Amichevole                                                            | -                                                                     | 60’                                                                   |
| 27-3-2018                                                             | Bruxelles                                                             | Belgio                                                                | 4 – 0                                                                 | Arabia Saudita                                                        | Amichevole                                                            | -                                                                     | 59’                                                                   |
| 2-6-2018                                                              | Bruxelles                                                             | Belgio                                                                | 0 – 0                                                                 | Portogallo                                                            | Amichevole                                                            | -                                                                     | 46’                                                                   |
| 6-6-2018                                                              | Bruxelles                                                             | Belgio                                                                | 3 – 0                                                                 | Egitto                                                                | Amichevole                                                            | -                                                                     | 46’                                                                   |
| 11-6-2018                                                             | Bruxelles                                                             | Belgio                                                                | 4 – 1                                                                 | Costa Rica                                                            | Amichevole                                                            | 1                                                                     | 52’                                                                   |
| 18-6-2018                                                             | Soči                                                                  | Belgio                                                                | 3 – 0                                                                 | Panama                                                                | Mondiali 2018 - 1º turno                                              | 1                                                                     | 83’                                                                   |
| 23-6-2018                                                             | Mosca                                                                 | Belgio                                                                | 5 – 2                                                                 | Tunisia                                                               | Mondiali 2018 - 1º turno                                              | -                                                                     | 86’                                                                   |
| 28-6-2018                                                             | Kaliningrad                                                           | Inghilterra                                                           | 0 – 1                                                                 | Belgio                                                                | Mondiali 2018 - 1º turno                                              | -                                                                     | 86’                                                                   |
| 2-7-2018                                                              | Rostov                                                                | Belgio                                                                | 3 – 2                                                                 | Giappone                                                              | Mondiali 2018 - Ottavi di finale                                      | -                                                                     | 65’                                                                   |
| 10-7-2018                                                             | San Pietroburgo                                                       | Francia                                                               | 1 – 0                                                                 | Belgio                                                                | Mondiali 2018 - Semifinale                                            | -                                                                     | 60’                                                                   |
| 14-7-2018                                                             | San Pietroburgo                                                       | Belgio                                                                | 2 – 0                                                                 | Inghilterra                                                           | Mondiali 2018 - Finale 3º posto                                       | -                                                                     | 61’                                                                   |
| 7-9-2018                                                              | Glasgow                                                               | Scozia                                                                | 0 – 4                                                                 | Belgio                                                                | Amichevole                                                            | -                                                                     | 46’                                                                   |
| 11-9-2018                                                             | Reykjavík                                                             | Islanda                                                               | 0 – 3                                                                 | Belgio                                                                | UEFA Nations League 2018-2019 - 1º turno                              | -                                                                     |                                                                       |
| 12-10-2018                                                            | Bruxelles                                                             | Belgio                                                                | 2 – 1                                                                 | Svizzera                                                              | UEFA Nations League 2018-2019 - 1º turno                              | -                                                                     | 90+2’                                                                 |
| 16-10-2018                                                            | Bruxelles                                                             | Belgio                                                                | 1 – 1                                                                 | Paesi Bassi                                                           | Amichevole                                                            | 1                                                                     | 46’                                                                   |
| 15-11-2018                                                            | Bruxelles                                                             | Belgio                                                                | 2 – 0                                                                 | Islanda                                                               | UEFA Nations League 2018-2019 - 1º turno                              | -                                                                     | 75’                                                                   |
| 18-11-2018                                                            | Lucerna                                                               | Svizzera                                                              | 5 – 2                                                                 | Belgio                                                                | UEFA Nations League 2018-2019 - 1º turno                              | -                                                                     |                                                                       |
| 21-3-2019                                                             | Bruxelles                                                             | Belgio                                                                | 3 – 1                                                                 | Russia                                                                | Qual. Euro 2020                                                       | -                                                                     | 89’                                                                   |
| 24-3-2019                                                             | Nicosia                                                               | Cipro                                                                 | 0 – 2                                                                 | Belgio                                                                | Qual. Euro 2020                                                       | -                                                                     | 57’                                                                   |
| 8–6-2019                                                              | Bruxelles                                                             | Belgio                                                                | 3 – 0                                                                 | Kazakistan                                                            | Qual. Euro 2020                                                       | 1                                                                     |                                                                       |
| 11-6-2019                                                             | Bruxelles                                                             | Belgio                                                                | 3 – 0                                                                 | Scozia                                                                | Qual. Euro 2020                                                       | -                                                                     | 78’                                                                   |
| 6-9-2019                                                              | Serravalle                                                            | San Marino                                                            | 0 – 4                                                                 | Belgio                                                                | Qual. Euro 2020                                                       | 1                                                                     | 55’                                                                   |
| 9-9-2019                                                              | Glasgow                                                               | Scozia                                                                | 0 – 4                                                                 | Belgio                                                                | Qual. Euro 2020                                                       | -                                                                     |                                                                       |
| 10-10-2019                                                            | Bruxelles                                                             | Belgio                                                                | 9 – 0                                                                 | San Marino                                                            | Qual. Euro 2020                                                       | -                                                                     | 51’ 63’                                                               |
| 13-10-2019                                                            | Astana                                                                | Kazakistan                                                            | 0 – 2                                                                 | Belgio                                                                | Qual. Euro 2020                                                       | -                                                                     | 78’                                                                   |
| 16-11-2019                                                            | San Pietroburgo                                                       | Russia                                                                | 1 – 4                                                                 | Belgio                                                                | Qual. Euro 2020                                                       | -                                                                     | 52’                                                                   |
| 5-9-2020                                                              | Copenaghen                                                            | Danimarca                                                             | 0 – 2                                                                 | Belgio                                                                | UEFA Nations League 2020-2021 - 1º turno                              | 1                                                                     | 80’                                                                   |
| 8-9-2020                                                              | Bruxelles                                                             | Belgio                                                                | 5 – 1                                                                 | Islanda                                                               | UEFA Nations League 2020-2021 - 1º turno                              | 1                                                                     |                                                                       |
| 15-11-2020                                                            | Lovanio                                                               | Belgio                                                                | 2 – 0                                                                 | Inghilterra                                                           | UEFA Nations League 2020-2021 - 1º turno                              | 1                                                                     | 83’                                                                   |
| 18-11-2020                                                            | Lovanio                                                               | Belgio                                                                | 4 – 2                                                                 | Danimarca                                                             | UEFA Nations League 2020-2021 - 1º turno                              | -                                                                     | 50’                                                                   |
| 24-3-2021                                                             | Lovanio                                                               | Belgio                                                                | 3 – 1                                                                 | Galles                                                                | Qual. Mondiali 2022                                                   | -                                                                     | 90+3’                                                                 |
| 27-3-2021                                                             | Praga                                                                 | Rep. Ceca                                                             | 1 – 1                                                                 | Belgio                                                                | Qual. Mondiali 2022                                                   | -                                                                     | 56’                                                                   |
| 3-6-2021                                                              | Bruxelles                                                             | Belgio                                                                | 1 – 1                                                                 | Grecia                                                                | Amichevole                                                            | -                                                                     | 46’                                                                   |
| 6-6-2021                                                              | Bruxelles                                                             | Belgio                                                                | 1 – 0                                                                 | Croazia                                                               | Amichevole                                                            | -                                                                     | 68’                                                                   |
| 12-6-2021                                                             | San Pietroburgo                                                       | Belgio                                                                | 3 – 0                                                                 | Russia                                                                | Euro 2020 - 1º turno                                                  | -                                                                     | 72’                                                                   |
| 17-6-2021                                                             | Copenaghen                                                            | Danimarca                                                             | 1 – 2                                                                 | Belgio                                                                | Euro 2020 - 1º turno                                                  | -                                                                     | 46’                                                                   |
| 27-6-2021                                                             | Siviglia                                                              | Belgio                                                                | 1 – 0                                                                 | Portogallo                                                            | Euro 2020 - Ottavi di finale                                          | -                                                                     | 48’                                                                   |
| 2-7-2021                                                              | Monaco di Baviera                                                     | Belgio                                                                | 1 – 2                                                                 | Italia                                                                | Euro 2020 - Quarti di finale                                          | -                                                                     | 69’                                                                   |
| 13-11-2021                                                            | Bruxelles                                                             | Belgio                                                                | 3 – 1                                                                 | Estonia                                                               | Qual. Mondiali 2022                                                   | -                                                                     | 71’                                                                   |
| 3-6-2022                                                              | Bruxelles                                                             | Belgio                                                                | 1 – 4                                                                 | Paesi Bassi                                                           | UEFA Nations League 2022-2023 - 1º turno                              | -                                                                     | 46’ 47’                                                               |
| 14-6-2022                                                             | Varsavia                                                              | Polonia                                                               | 0 – 1                                                                 | Belgio                                                                | UEFA Nations League 2022-2023 - 1º turno                              | -                                                                     | 80’                                                                   |
| 22-9-2022                                                             | Bruxelles                                                             | Belgio                                                                | 2 – 1                                                                 | Galles                                                                | UEFA Nations League 2022-2023 - 1º turno                              | -                                                                     | 65’                                                                   |
| 18-11-2022                                                            | Al Kuwait                                                             | Belgio                                                                | 1 – 2                                                                 | Egitto                                                                | Amichevole                                                            | -                                                                     | 46’                                                                   |
| 27-11-2022                                                            | Doha                                                                  | Belgio                                                                | 0 – 2                                                                 | Marocco                                                               | Mondiali 2022 - 1º turno                                              | -                                                                     | 61’                                                                   |
| 1-12-2022                                                             | Al Rayyan                                                             | Croazia                                                               | 0 – 0                                                                 | Belgio                                                                | Mondiali 2022 - 1º turno                                              | -                                                                     | 46’                                                                   |
| Totale                                                                |                                                                       | Presenze (7º posto)                                                   | 109                                                                   |                                                                       | Reti                                                                  | 21                                                                    |                                                                       |

### Record
- Calciatore con più gol nel Napoli in tutte le competizioni (148).[86]
- Calciatore con più gol nel Napoli in Serie A e nei campionati italiani[87] (113).[86]
- Calciatore con più gol nel Napoli in competizioni UEFA (28).[86]
- Calciatore con il maggior numero di presenze in UEFA Europa League (73).[2][88]

## Palmarès

### Club
- Coppa dei Paesi Bassi: 1

PSV Eindhoven: 2011-2012
- Supercoppa dei Paesi Bassi: 1

PSV Eindhoven: 2012
- Coppa Italia: 2

Napoli: 2013-2014, 2019-2020
- Supercoppa italiana: 1

Napoli: 2014
- Campionato turco: 3

Galatasaray: 2022-2023, 2023-2024, 2024-2025
- Supercoppa di Turchia: 1

Galatasaray: 2023
- Coppa di Turchia: 1

Galatasaray: 2024-2025

### Individuale
- Miglior giocatore della Derde klasse: 1

2005-2006
- Miglior talento dell'Eerste Divisie: 1

2008-2009
- Calciatore dell'anno della nazionale belga: 1

2016
- Gran Galà del calcio AIC: 1

Squadra dell'anno: 2017